# Vegyes 10 méteres szinkronugrás a 2017. évi nyári universiadén
A 2017. évi nyári universiadén a műugrás vegyes szinkron 10 méteres versenyszámát augusztus 24-én rendezték a University of Taipei (Tianmu) Shih-hsin Hallban.
A versenyszámot az észak-koreai Kim Gukhjang (Kim Kuk Hyang) és Hjong Ilmjong (Hyon Il Myong) páros nyerte, az ezüstérmes orosz duó, Slejher és Tyimosinyina előtt. A bronzérmet az amerikai Christopher Law, Olivia Rosendahl kettős szerezte meg.

## Versenynaptár
Az időpontok helyi idő szerint olvashatóak (GMT +08:00):
| Dátum                          | Időpont | Forduló |
| ------------------------------ | ------- | ------- |
| 2017. augusztus 24., csütörtök | 13:00   | Döntő   |

## Eredmény
| # | Ország      | Név                                                          | Pontok |
| - | ----------- | ------------------------------------------------------------ | ------ |
|   | Észak-Korea | Kim Gukhjang (Kim Kuk Hyang) / Hjong Ilmjong (Hyon Il Myong) | 336,78 |
|   | Oroszország | Nyikita Slejher / Julija Tyimosinyina                        | 304,80 |
|   | USA         | Christopher Law / Olivia Rosendahl                           | 269,52 |
| 4 | Ausztrália  | Brittany O’Brien / Nicholas Jeffree                          | 264,54 |
| 5 | Németország | Duong Kieu Trang / Alexander Lube                            | 260,88 |
| 6 | Mexikó      | Diego García de la Fuente / Daniela Zambrano Montiel         | 249,78 |